# Grey Fox (cargueiro)

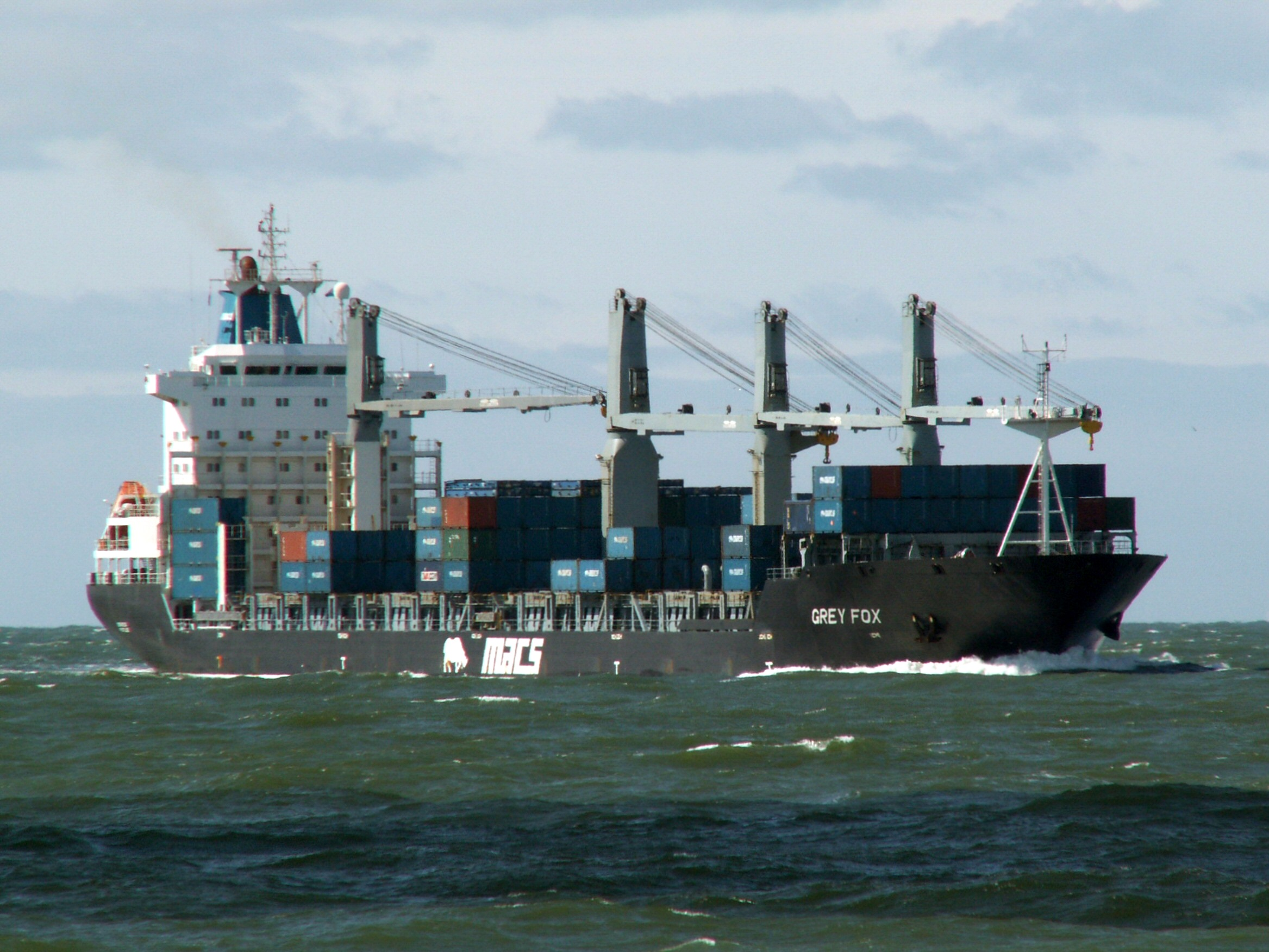
Porta-contentores MACS Grey Fox (2005).

O Grey Fox (IMO: 9151905) é um navio cargeiro porta-contentores.
Foi construído no Shanghai Shipyard, na China, em 1998. Operado pela companhia MACS, está registrado nas Ilhas Marshall. Tem 192 m de comprimento por 27 m de largura e 23 401 toneladas.